# 美国英雄国家花园

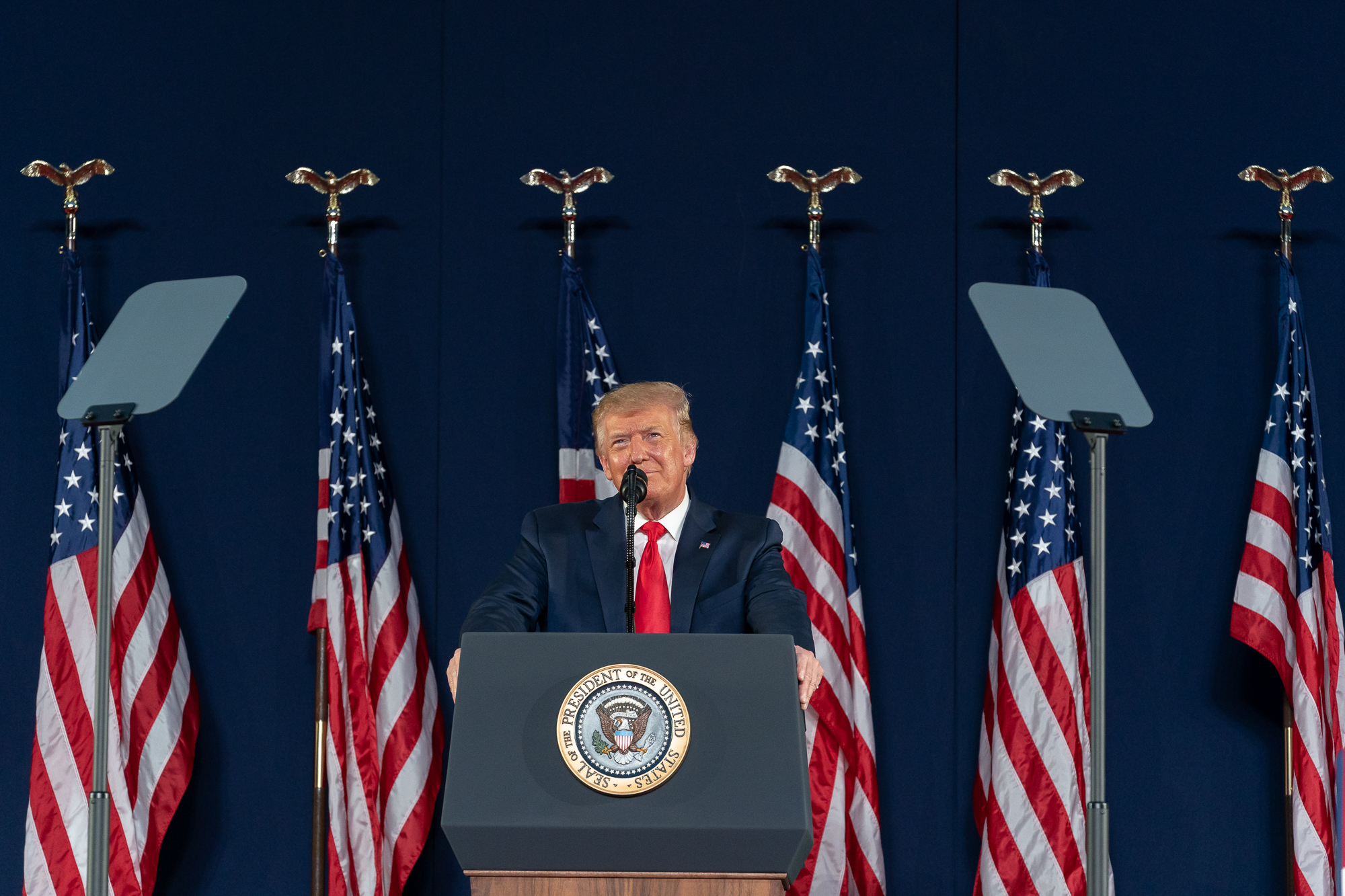
2020年7月3日晚，美国总统唐纳德·特朗普在拉什莫尔山烟火庆典中宣布了建设“美国英雄国家花园 ”的提案

美国英雄国家花园 （英語：National Garden of American Heroes） 是一个拟议建立的雕像花园，旨在纪念“美国历史上的伟大人物”。 该提议由时任美国总统唐纳德·特朗普于2020年在基斯通的独立日活动中首次提出。随后，特朗普在2021年1月18日签署行政命令，计划建设美国英雄国家花园，以回应保守派人士的文化诉求，但美国国会从未向该计划拨款 ，也没有采取过任何实质性的建设措施。2021年5月，新上任的美国总统乔·拜登撤销了相关行政命令，终止了特朗普提出的建设计划。2025年1月，二度执政的特朗普旋即撤销了拜登的撤销命令，并再度重启建设计划。
在特朗普的构想中，美国英雄国家花园涵盖250座伟人雕像。这些雕像涵盖了美国开国元勋、社會活動家、政治家、军事家、探险家、思想家、科学家、文学家、企业家、运动员、娛樂明星与艺术家 。不过该构想的立意与选人标准也遭到了历史学家们的质疑，并批评其“"随意且散乱"”。

## 历史沿革
根据特朗普签署的行政命令，美国英雄国家花园由“建设与重建美国英雄紀念建築物”特别工作组负责管理。该工作组将接受美国内政部拨款，以建造花园。特别工作组的成员包括国家人文基金会主席、国家艺术基金会主席、联邦总务管理局局长、历史保护咨询委员会主席与总统指定的任意“行政部门或机构的官员或雇员”。 特朗普称其设立花园的目的是为了回应乔治·弗洛伊德之死引发的拆除历史争议人物雕像浪潮 ，并指出：“我们的国家正在目睹一场残酷无情的运动，这场运动旨在消灭我们的历史，诋毁我们的英雄，抹杀我们的价值观，并向我们的孩子洗脑”“愤怒的暴民试图推倒美国开国元勋的雕像，亵渎我们最神圣的纪念物，并在我们的城市中发起暴力犯罪的浪潮”；为此，他要建立美国英雄国家花园，这是“一个大型户外公园，将展示有史以来最伟大的美国人的雕像”。
根据特朗普在2020年7月3日签署的第13934号行政命令，特别工作组需在60天内完成选址等初步规划 ，并预备在2026年7月4日（美国建国250周年纪念日）前开放。
第13934号行政命令列出31位历史人物作为花园雕像的人选，而在2021年1月18日（离任前两天），特朗普签署了第13978号行政命令，将人选由原有的31位扩充至244位 ，共涵盖192位男性与52位女性。
特朗普卸任后，美国英雄国家花园被认为没有建成的可能，美国国会也始终未向该项目拨款。2021年5月14日，新上任的美国总统乔·拜登签署第14029号行政命令，撤销了特朗普签署的多个行政命令，其中便包括了第13934号行政命令与第13978号行政命令。
2025年1月29日，二度执政的特朗普签署了第14189号行政命令。这份行政命令恢复了第13934号行政命令与第13978号行政命令，并要求总统国内政策事务助理向总统额外推荐历史人物，使美国英雄国家花园的人选扩充至250位。

## 历史学家的反应
众多历史学家质疑特朗普提议的权威性。美国历史学会执行理事詹姆斯·格罗斯曼指出：“特朗普的人选堪称五花八门，有稀奇古怪的，有不甚合适的，甚至还有令人愤怒的”，并认为特朗普的这一举动是在选举季“利用文化衝突来转移公众对其他问题的注意”。历史学家卡伦·考克斯亦指出：特朗普签署的行政命令相当随意，“没有任何迹象表明它是经过深思熟虑的” 。历史学家亚当·多比指出：在第13934号行政命令提及的31位历史人物当中，并未包含美国原住民。且该行政令收录了四星上将乔治·巴顿，却没有收录与特朗普同属一个政党的五星上将、美国总统德怀特·艾森豪威尔。
特朗普的提议亦遭到历史学家迈克尔·贝斯克罗斯的批评，其指出：“没有任何美国总统或联邦政府有权规定谁是我们的历史英雄，这可不是斯大林的俄罗斯。任何热爱民主的美国人都应确保，且绝不允许那种带有官方色彩的、听上去有些极权主义的“美国英雄国家花园”出现，因为其中的人选都是联邦政府强加予我们的。”

## 拟定的人选
第13934号行政命令列出31位历史人物作为花园雕像的人选 ，而在2021年1月18日（离任前两天），特朗普签署了第13978号行政命令，将人选由原有的31位扩充至244位 ，共涵盖192位男性与52位女性 。
在下列名单中，被13934号行政命令提及的31位历史人物额外加注井号（#）：
1. 安塞尔·亚当斯
2. 塞缪尔·亚当斯
3. 约翰·亚当斯（#）
4. 穆罕默德·阿里
5. 路易斯·阿尔瓦雷茨
6. 苏珊·安东尼（#）
7. 汉娜·阿伦特
8. 路易斯·阿姆斯特朗
9. 尼尔·阿姆斯特朗
10. Crispus Attucks（英语：Crispus Attucks）
11. 约翰·詹姆斯·奥杜邦
12. 劳伦·白考尔
13. Clara Barton（英语：Clara Barton）（#）
14. Todd Beamer（英语：Todd Beamer）
15. 亚历山大·格雷厄姆·贝尔
16. Roy Benavidez（英语：Roy Benavidez）
17. 英格丽·褒曼
18. 欧文·柏林
19. 亨弗莱·鲍嘉
20. 丹尼尔·布恩（#）
21. 诺曼·布劳格
22. 威廉·布拉德福德
23. Herb Brooks（英语：Herb Brooks）
24. 科比·布莱恩特
25. 小威廉·F·巴克利
26. 坐牛
27. 弗兰克·卡普拉
28. 安德鲁·卡内基
29. 查尔斯·卡罗尔
30. 若望·卡罗尔
31. 乔治·华盛顿·卡弗
32. 约翰尼·卡什
33. Joseph H. De Castro（英语：Joseph H. De Castro）
34. Joshua Chamberlain（英语：Joshua Chamberlain）（#）
35. 惠特克·钱伯斯
36. 苹果佬约翰尼
37. 雷·查尔斯
38. 茱莉亚·切尔德
39. 锺云
40. 威廉·克拉克
41. 亨利·克莱（#）
42. 罗伯托·克莱门特
43. 格罗弗·克利夫兰
44. 红云
45. 水牛比尔
46. 纳·京·科尔
47. 塞缪尔·柯尔特
48. 克里斯托弗·哥伦布
49. 卡尔文·柯立芝
50. 詹姆斯·菲尼莫尔·库珀
51. 戴维·克罗克特（#）
52. Benjamin O. Davis Jr.（英语：Benjamin O. Davis Jr.）
53. 迈尔斯·戴维斯
54. 多萝西·戴
55. 艾米莉·狄金森
56. 华特·迪士尼
57. 威廉·多诺万
58. 詹姆斯·杜立特
59. 德斯蒙德·多斯
60. 弗雷德里克·道格拉斯（#）
61. 赫伯特·亨利·陶
62. Katharine Drexel（英语：Katharine Drexel）
63. 彼得·德鲁克
64. 阿梅莉亚·埃尔哈特（#）
65. 托马斯·爱迪生
66. 乔纳森·爱德华兹
67. 阿尔伯特·爱因斯坦
68. 德怀特·艾森豪威尔
69. 艾灵顿公爵
70. 拉尔夫·沃尔多·爱默生
71. 美德加·艾维斯
72. 戴维·法拉格特
73. Mary Fields（英语：Mary Fields）
74. 亨利·福特
75. George L. Fox（英语：George L. Fox (chaplain)）
76. 艾瑞莎·弗兰克林
77. 本杰明·富兰克林（#）
78. 米尔顿·弗里德曼
79. 罗伯特·弗罗斯特
80. Gabby Gabreski（英语：Gabby Gabreski）
81. 贝尔纳多·德·加尔维斯
82. 卢·格里希
83. 苏斯博士
84. 卡斯·吉尔伯特
85. 露丝·巴德·金斯伯格
86. 约翰·格伦
87. 巴里·戈德华特
88. 塞缪尔·龚帕斯
89. Alexander D. Goode（英语：Alexander D. Goode）
90. R. C. Gorman（英语：R. C. Gorman）
91. 葛培理（#）
92. 尤利西斯·格兰特
93. Nellie Gray（英语：Nellie Gray (activist)）
94. 纳瑟内尔·格林
95. 伍迪·格思里
96. 内森·黑尔
97. 小威廉·哈尔西
98. 亚历山大·汉密尔顿（#）
99. Ira Hayes（英语：Ira Hayes）
100. Hans Christian Heg（英语：Hans Christian Heg）
101. 欧内斯特·海明威
102. 帕特里克·亨利
103. 查尔顿·赫斯顿
104. 阿尔弗雷德·希区柯克
105. 比莉·荷莉戴
106. 鲍勃·霍普
107. 约翰斯·霍普金斯
108. 格蕾丝·霍珀
109. 山姆·休斯敦
110. 惠特妮·休斯顿
111. 朱莉亚·沃德·豪
112. 埃德温·哈勃
113. 丹尼尔·井上
114. 安德鲁·杰克逊
115. 罗伯特·H·杰克逊
116. 玛丽·杰克逊
117. 约翰·杰伊
118. 托马斯·杰斐逊（#）
119. 史蒂夫·乔布斯
120. 凯瑟琳·约翰逊
121. 芭芭拉·乔丹
122. 山雷
123. 伊利亚·卡赞
124. 海倫·凱勒
125. 约翰·肯尼迪
126. 弗朗西斯·斯科特·基
127. 马丁·路德·金（#）
128. 科丽塔·斯科特·金
129. 罗素·柯克
130. 珍妮·柯克帕特里克
131. 亨利·诺克斯
132. 塔德乌什·柯斯丘什科
133. 拉斐德侯爵
134. 哈波·李
135. 皮埃尔·朗方
136. 梅里韦瑟·刘易斯
137. 亚伯拉罕·林肯（#）
138. Vince Lombardi（英语：Vince Lombardi）
139. 亨利·華茲華斯·朗費羅
140. 克莱尔·布思·鲁斯
141. 道格拉斯·麦克阿瑟（#）
142. 多莉·麦迪逊（#）
143. 詹姆斯·麦迪逊（#）
144. 喬治·馬歇爾
145. 瑟古德·马歇尔
146. William Mayo（英语：William Worrall Mayo）
147. 克里斯塔·麦考利芙（#）
148. 威廉·麦金莱
149. Louise McManus（英语：Louise McManus）
150. 赫尔曼·梅尔维尔
151. 托马斯·默顿
152. 威廉·米切尔
153. George P. Mitchell（英语：George P. Mitchell）
154. 瑪麗亞·米切爾
155. 塞缪尔·摩尔斯
156. 柳克丽霞·莫特
157. 约翰·缪尔
158. 奥迪·墨菲（#）
159. 爱德华·默罗
160. John Neumann（英语：John Neumann）
161. 约翰·冯诺伊曼
162. 安妮·奧克利
163. 杰西·欧文斯
164. 羅莎·帕克斯
165. 乔治·巴顿#
166. 查尔斯·威尔逊·皮尔
167. 威廉·佩恩
168. 奧利弗·哈澤德·佩里
169. 约翰·潘兴
170. 艾德加·愛倫·坡
171. Clark V. Poling（英语：Clark V. Poling）
172. 約翰·羅素·波普
173. 艾維斯·皮禮士利
174. 珍妮特·蘭金
175. 罗纳德·里根（#）
176. Walter Reed（英语：Walter Reed）
177. 威廉·伦奎斯特
178. 保罗·里维尔
179. 亨利·霍布森·理查森
180. 海曼·里科弗
181. 萨莉·莱德
182. 马修·李奇微
183. 杰基·鲁宾逊（#）
184. 诺曼·洛克威尔
185. Caesar Rodney（英语：Caesar Rodney）
186. 埃莉诺·罗斯福
187. 富兰克林·德拉诺·罗斯福
188. 西奥多·罗斯福
189. 贝特西·罗斯（#）
190. 贝比·鲁斯
191. 萨卡加维亚
192. 乔纳斯·索尔克
193. 约翰·辛格·萨金特
194. 安东宁·斯卡利亚（#）
195. 诺曼·施瓦茨科夫
196. 胡尼佩罗·塞拉
197. Elizabeth Ann Seton（英语：Elizabeth Ann Seton）
198. 罗伯特·古尔德·萧
199. 富尔顿·若望·希恩
200. 艾伦·谢泼德
201. 弗兰克·辛纳屈
202. 贝西·史密斯
203. 玛格丽特·蔡斯·史密斯
204. 伊丽莎白·凯迪·斯坦顿
205. 詹姆斯·斯图尔特
206. 比彻·斯托夫人（#）
207. 吉尔伯特·斯图尔特
208. 安·沙利文
209. 威廉·霍华德·塔夫脱
210. 玛丽亚·塔尔切夫
211. 马克斯维尔·泰勒
212. 特库姆塞
213. Kateri Tekakwitha（英语：Kateri Tekakwitha）
214. 秀兰·邓波儿
215. 尼古拉·特斯拉
216. Jefferson Thomas（英语：Jefferson Thomas）
217. 亨利·大卫·梭罗
218. 吉姆·索普
219. Augustus Tolton（英语：Augustus Tolton）
220. Alex Trebek（英语：Alex Trebek）
221. 哈里·S·杜鲁门
222. 索杰纳·特鲁思
223. 哈莉特·塔布曼（#）
224. 马克·吐温
225. 多萝西·沃恩
226. C. T. Vivian（英语：C. T. Vivian）
227. Thomas Ustick Walter（英语：Thomas Ustick Walter）
228. 山姆·沃尔顿
229. John P. Washington（英语：John P. Washington）
230. 布克·T·华盛顿（#）
231. 乔治·华盛顿（#）
232. 约翰·韦恩
233. 艾达·贝尔·韦尔斯
234. Phillis Wheatley（英语：Phillis Wheatley）
235. 沃尔特·惠特曼
236. 劳拉·英格斯·怀德
237. 罗杰·威廉姆斯
238. 约翰·温斯罗普
239. 弗兰克·劳埃德·赖特
240. 奥维尔·莱特（#）
241. 威尔伯·莱特（#）
242. 艾文·约克
243. 赛·扬
244. Lorenzo de Zavala（英语：Lorenzo de Zavala）

## 拓展阅读
- 1776委员会
- 美国伟人名人堂
- 美国国会大厦国家雕像大厅的收藏品（英语：National Statuary Hall Collection）